# Bulciago
Bulciago är en ort och kommun i provinsen Lecco i regionen Lombardiet i Italien. Kommunen hade 2 932 invånare (2018).